# Obstacle didactique
 (juin 2023).
« Un obstacle didactique est une représentation de la tâche, induite par un apprentissage antérieur, étant la cause d’erreurs systématiques et faisant obstacle à l’apprentissage actuel ».

« Il y a obstacle lorsque les conceptions nouvelles à former contredisent les conceptions antérieures bien assises de l’apprenant » (Bednarz, Garnier, 1989).

On peut penser que ce concept a été créé par analogie aux obstacles épistémologiques décrits par Gaston Bachelard.

Un obstacle didactique est donc une représentation négative de la tâche d'apprentissage, induite par un apprentissage antérieur, et faisant entrave à un apprentissage nouveau. Ainsi, il y a obstacle lorsque les « conceptions nouvelles » à s’approprier contredisent les « conceptions antérieures » de l’élève.

G.Brousseau (1986)[réf. nécessaire] identifie trois types d’obstacles :
- épistémologique (propre à la tâche d'apprentissage) ;
- ontogénique (propre aux facultés de l’apprenant) ;
- didactique (propre au choix des apprenants dans leurs actions).

## Obstacle et résistance
Considérer l'apprenant dans la relation didactique amène à introduire sa dynamique propre et ses possibilités d'évolution au contact du savoir. Maine de Biran a conduit une réflexion approfondie sur l'habitude et son influence quant à la « faculté de penser ». Il pose le problème en termes de résistance comme source du procès de la connaissance. Dans cette réflexion peut se retirer l'idée d'une extériorité dans la possibilité de transformation par le dépassement des résistances au changement issues de l'habitude.

## Notion d’obstacle didactique enE.P.S.
On distingue les catégories d’obstacle suivantes :
- propre à la signification de la tâche ;
- propre au choix et au maintien d’une transformation stratégique ;
- propre à la centration sur les formes techniques.

Cette notion « (…) implique la nécessité d’une réorganisation dans les ressources et d’un remaniement des procédures du sujet pour franchir le palier dans sa progression (cf. options constructives de l’apprentissage) ». Dans cette perspective, cite J.P. Dugal, c’est bien « de l’apparition d’un obstacle dans l’exécution d’une tâche que surgit la nécessité d’apprendre ».

On peut de manière générale, le formuler de la sorte : « passer de... à … ». Ainsi « La notion d’obstacle peut se révéler intéressante pour la structuration des contenus d’enseignement en ce qui concerne les activités techniques à complexification croissante, comme la gymnastique par exemple ».

« Sur la base de l’identification des obstacles rencontrés par les élèves, l’enseignant pourra proposer des situations-mères différenciées intégrant l’obstacle à franchir pour les différents groupes d’élèves en fonction de leur niveau d’adaptation momentané, afin de tenter de franchir un palier dans l’apprentissage ».

## Exemples
En boxe pieds-poings chez un pratiquant débutant, il lui faut passer d’une représentation d’attaque simple « j’attaque directement la cible libre » à « j’essaie de porter des attaques composées pour créer un déséquilibre dans la défense adverse ».

Exemple du franchissement d'un "obstacle" : ici passage d'un niveau d'"attaque simple" à un niveau de construction du jeu à partir d'une attaque combinée pour créer de l'incertitude défensive (ici une tromperie, fixation sur une première cible avant d'en viser une seconde)  : 
1.  ⇒  2.  

1. À l’aide d’un "armé" de coup de pied (cible, buste), [B] oblige son adversaire à réagir…"

2. ...et enchaîne en jab au visage